# 2 Chainz
Таугід К. Еппс (англ. Tauheed K. Epps), більш відомий як 2 Chainz; нар. 12 вересня 1977, Колледж-Парк) — американський реп-виконавець, автор пісень, телевізійна особистість, активіст та актор.

## Біографія
Народився 12 вересня 1977 року у Коледж Парку, Джорджія, США. Навчався у середній школі Норт Клейтона, де грав у баскетбольній команді та закінчив навчання другим за успішністю в класі. У шкільні роки збував марихуану, а у п'ятнадцятирічному віці навіть притягувався до кримінальної відповідальності за володіння кокаїном. Згодом здобув стипендію та почав навчання в Університеті штату Алабама, де у 1995—1997 роках грав у баскетбольній команді.

## Кар'єра
Став відомим як один з учасників південно-американського хіп-хоп дуету «Playaz Circle», заснований разом із реп-виконавцем Ерлом «Dolla Boy» Коньєрсом. Дует підписав контракт зі студією звукозапису Ludacris «Disturbing tha Peace» та здобув значну популярність завдяки їхньому дебютному синглу «Duffle Bag Boy».
У лютому 2012 року Еппс підписав контракт зі студією звукозапису «Def Jam Recordings» (імпринт «Universal Music Group») як самостійний виконавець. У серпні 2012 року світ побачив його дебютний студійний альбом «Based on a T.R.U. Story», який отримав змішані відгуки музичних критиків та отримав золоту RIAA сертифікацію. Альбом породив три успішні сингли: «No Lie», «Birthday Song» та «I'm Different», які ввійшли у першу 50-ку хіт параду «Billboard Hot 100» та отримали щонайменше золоту сертифікацію RIAA. У вересні 2013 року світ побачив його другий студійний альбом «B.O.A.T.S. II: Me Time» за підтримки синглів «Feds Watching» та «Used 2». 4 березня 2016 року вийшов його третій студійний альбом — «ColleGrove», записаний за участі реп-виконавця Ліл Вейна та підтримки студії звукозапису «Def Jam Recordings». 2017 року виконавець презентував свій четвертий альбом під назвою «Pretty Girls Like Trap Music», записаний за участі Тревіса Скотта, Нікі Мінаж, Свей Лі, Дженей Айко, Фаррелла Вільямса тощо. 1 березня 2019 року вийшов його п'ятий за ліком альбом «Rap Or Go To The League».
6 січня 2015 року стало відомо, що 2 Chainz заснував власну студію звукозапису «The Real University», яка також відома як «T.R.U.» чи «The Real U».
2 Chainz взяв участь у зйомках телесеріалу від «Вайсленд» — «Most Expensivest» («Найбільш найдорожчий») (2017).

## Особисте життя
Еппс має дві дочки, Гевен та Гермоні. 14 жовтня 2015 року виконавець став батьком втретє, коли у нього народився син на ім'я Гало. 18 серпня 2018 року одружився з Кешою Ворд, матір'ю його дітей.
Еппс неодноразово притягувався за володіння марихуаною (2013 року щонайменше тричі).
У жовтні 2016 року відкрив дизайнерську лінію гуді під назвою «CEO Millionaires». Окрім того, має власну лінію светрів «Dabbing Sweaters».
10 травня 2019 року Атланта Гокс оголосила, що 2 Chainz придбали міноритарний пакет прав власності в партнера групи NBA G League, College Park Skyhawks.

## Дискографія
- Based on a T.R.U. Story (2012)
- B.O.A.T.S. II: Me Time (2013)
- ColleGrove (2016)
- Pretty Girls Like Trap Music (2017)
- Rap or Go to the League (2019)